# Décès en 1983
Décès
- 1979
- 1980
- 1981
- 1982
- 1983
- 1984
- 1985
- 1986
- 1987

Cette page dresse une liste de personnalités mortes au cours de l'année 1983 présentée dans l'ordre chronologique.
Pour une information complémentaire, voir la page d'aide.
La liste des personnes référencées dans Wikipédia est disponible dans la page de la Catégorie:Décès en 1983

## Janvier
- 2 janvier : Dick Emery, acteur britannique (° 19 février 1915).
- 7 janvier : Fred Church, acteur, réalisateur et scénariste américain du cinéma muet (° 17 octobre 1889).
- 11 janvier : Nikolaï Podgorny, homme politique soviétique (° 10 février 1903) ou (° 18 février 1903) ?
- 13 janvier : 
  - René Bonnet, pilote et constructeur automobile (° 27 décembre 1904).
  - Arthur Space, acteur américain (° 12 octobre 1908).
- 16 janvier : Baucis de Coulon, peintre suisse (° 12 mai 1896).
- 17 janvier : René Marcel Gruslin, peintre, dessinateur et graveur à l'eau-forte français (° 21 juin 1910).
- 19 janvier : Jean d'Arcy, homme de télévision (° 1913).
- 24 janvier :
  - George Cukor, réalisateur américain (° 7 juillet 1899).
  - Suzanne Morel-Montreuil, peintre, pastelliste, aquarelliste, dessinatrice et pédagogue française (° 14 novembre 1891).
- 26 janvier : Georges Bidault, homme politique français (° 5 octobre 1899).
- 27 janvier :
  - Meyer Fortes, anthropologue britannique (° 25 avril 1906).
  - Louis de Funès, acteur français (° 31 juillet 1914).
  - Alfred Jauffret, juriste et universitaire français, spécialiste du droit commercial. (° 7 décembre 1900).
- 28 janvier : 
  - Alix Cléo Roubaud , photographe et écrivaine française d'origine canadienne. (° 19 janvier 1952)
  - Billy Fury, chanteur et parolier de rock britannique (° 17 avril 1940).

## Février
- 2 février :
  - Paul Mansouroff, peintre russe puis soviétique de l'avant-garde russe et du suprématisme (° 2 mars 1896).
  - Lou Loeber, peintre, graveuse, dessinatrice, graphiste et illustratrice néerlandaise (° 3 mai 1894).
- 4 février : Karen Carpenter, chanteuse américaine (° 2 mars 1950).
- 6 février : Bert Bertrand, journaliste belge spécialisé en musique rock (° 1955).
- 7 février : Alfonso Calzolari, coureur cycliste italien (° 30 avril 1887).
- 8 février : Serge Ivanoff, peintre russe puis soviétique (° 25 décembre 1893).
- 13 février : Serafino Biagioni, coureur cycliste italien (° 12 mars 1920).
- 17 février : Alfred Baillou, acteur français (° 1er mars 1915).
- 19 février : Ernest Terreau, coureur cycliste français (° 31 mai 1908).
- 22 février :
  - Romain Maes, coureur cycliste belge (° 10 août 1912).
  - Paolo Pedretti, coureur cycliste italien (° 22 janvier 1906).
- 25 février :
  - Georges Joubin, peintre et dessinateur français (° 25 janvier 1888).
  - Tennessee Williams, écrivain américain (° 26 mars 1911).

## Mars
- 1er mars : Arthur Koestler, écrivain hongrois naturalisé britannique (° 5 septembre 1905).
- 3 mars : Georges Remi dit Hergé, auteur de bande dessinée belge (° 22 mai 1907).
- 4 mars : Armand Manago, peintre français (° 10 octobre 1913).
- 6 mars : Greta Knutson, peintre moderniste suédoise puis française (° 10 novembre 1899).
  - Marijan Marjanović, footballeur yougoslave (° 1904).
- 7 mars :
  - Matt Crowley, acteur américain (° 20 juin 1905).
  - Louis Levacher, peintre et sculpteur français (° 15 août 1934).
  - Igor Markevitch, chef d'orchestre et compositeur d'origine ukrainienne, naturalisé italien puis français (° 27 juillet 1912).
  - A. Ray Olpin, président de l'université de l'Utah de 1946 à 1964 (° 1er juin 1898).
- 8 mars : Chabuca Granda (de son vrai nom Maria Isabel Granda Larco), chanteuse péruvienne (° 3 septembre 1920).
- 13 mars :
  - Louison Bobet, coureur cycliste français (° 12 mars 1925).
  - Paul Citroen, peintre, dessinateur et photographe néerlandais (° 15 décembre 1896).
- 14 mars : Maurice Ronet, acteur, réalisateur français (° 13 avril 1927).
- 15 mars : Maurice Mourlot, peintre, lithographe, graveur et dessinateur français (° 20 janvier 1906).
- 19 mars : Mario Amadeo, homme politique, diplomate, journaliste et écrivain argentin (° 11 janvier 1911).
- 20 mars : Louis Audibert, peintre français (° 11 juin 1880).
- 21 mars : Maurice Franck, compositeur, chef d’orchestre et professeur de musique français (° 1897).
- 23 mars : Antoine Marius Gianelli, peintre français (° 28 août 1896).
- 28 mars :
  - Suzanne Belperron, Joaillière française (° 26 septembre 1900).
  - Varvara Boubnova, peintre, lithographe et pédagogue russe puis soviétique (° 17 mai 1886).
- 30 mars : Jean Noury, homme politique français (° 19 février 1904).
- 31 mars : Stephen Murray, acteur anglais (° 6 septembre 1912).

## Avril
- 2 avril : Zhang Daqian, peintre chinois et taiwanais (° 10 mai 1899).
- 4 avril : Bernard Vukas, footballeur yougoslave (° 1er mai 1927).
- 5 avril : Anton Prinner, peintre, graveur et sculpteur français d'origine hongroise (° 30 décembre 1902).
- 9 avril : Émile Vignes, photographe français (°17 janvier 1896).
- 10 avril : John Mortelmans, joueur et entraîneur de football belge (° 14 août 1910).
- 11 avril : Edina Altara, illustratrice, décoratrice, peintre et céramiste italienne (° 9 juillet 1898).
- 13 avril :
  - Franck Innocent, peintre et lithographe français de l'École de Rouen (° 20 novembre 1912).
  - Albert Vagh Weinmann, peintre français (° 10 novembre 1931).
- 14 avril : Elisabeth Lutyens, compositrice britannique (° 9 juillet 1906).
- 16 avril :
  - José Meiffret, coureur cycliste français (° 27 avril 1913).
  - François Tilly, officier français, compagnon de la Libération (° 4 juillet 1910).
- 19 avril :
  - Jerzy Andrzejewski, écrivain polonais (° 19 août 1909).
  - Paul Revel, peintre et graveur français (° 2 mai 1922).
- 23 avril :
  - Buster Crabbe, nageur et acteur américain (° 7 février 1908).
  - Mohamed Zerbout, chanteur algérien de chaâbi (° 10 février 1936).
- 26 avril :
  - Oreste Bonomi, homme politique italien (° 15 juillet 1902).
  - Norbert Sprongl, compositeur autrichien (° 30 avril 1892).
  - Ruth von Wild, enseignante suisse qui s'est consacrée à l'accompagnement des enfants réfugiés (° 3 août 1912).
- 30 avril : George Balanchine, danseur et chorégraphe russe d'origine géorgienne (° 22 janvier 1904).

## Mai
- 5 mai : John Williams, acteur anglais (° 15 avril 1903).
- 6 mai :
  - Maurice David-Darnac, journaliste, homme politique et historien français (° 30 août 1913).
  - Kai Winding, tromboniste de jazz danois (° 18 mai 1922).
- 13 mai : Miguel Rostaing, footballeur international péruvien (° 3 juillet 1900).
- 14 mai : Miguel Alemán Valdés, président du Mexique entre 1946 et 1952 (° 29 septembre 1900).
- 15 mai : Jean Rey, homme politique belge (° 15 juillet 1902).
- 16 mai : Paul J. Barnes, acteur américain (° 1919).
- 19 mai :
  - Jacques Denier, peintre français (° 10 juin 1894).
  - Alain-Adrien Fournier, peintre, aquarelliste et graveur français (° 1er avril 1931).
- 22 mai : Alois Beranek, joueur, arbitre et entraîneur de football autrichien (° 15 janvier 1900).
- 23 mai : Constance Mabel Winchell, bibliothécaire  américaine (° 2 novembre 1896).
- 25 mai : Paul Quinichette, saxophoniste de jazz américain (° 17 mai 1916).
- 29 mai : 
  - Fernando Tabales, footballeur espagnol (° 24 septembre 1919).
  - Arvīds Pelše, homme politique soviétique (° 7 février 1899).

## Juin
- 5 juin : C.P. Singh, entrepreneur et homme politique fidjien (° vers 1914).
- 7 juin : Denise Glaser, productrice et présentatrice de télévision (° 30 novembre 1920).
- 10 juin : Nadia Reisenberg, pianiste américaine d'origine lituanienne (° 14 juillet 1904).
- 15 juin : Mario Casariego y Acevedo, cardinal espagnol, archevêque de Guatemala (° 13 février 1909).
- 16 juin : Jean Majerus, coureur cycliste luxembourgeois (° 6 février 1914).
- 18 juin :
  - Marianne Brandt, peintre, photographe et designer allemand (° 1er octobre 1893).
  - Said Rustamov, compositeur azéri (° 12 mai 1907).
- 23 juin : Sigismond Kolos-Vary, peintre et graveur hongrois (° 19 mai 1899).
- 26 juin :
  - Luis Álamos, footballeur chilien (° 25 décembre 1923).
  - James Robert Knox, cardinal australien de la curie romaine (° 2 mars 1914).
  - Sture Pettersson, coureur cycliste suédois (° 30 septembre 1942).
- 29 juin : John Nordin, ingénieur suédois (° 9 mai 1887).

## Juillet
- 1er juillet :
  - Richard Buckminster Fuller, architecte, designer, inventeur et écrivain américain (° 12 juillet 1895).
  - Pierre Van Poucke, peintre français (° 25 octobre 1920).
- 4 juillet : Dr John Bodkin Adams, médecin généraliste anglais et tueur en série (° 21 janvier 1899).
- 5 juillet : Hennes Weisweiler, joueur et entraîneur de football allemand (° 5 décembre 1919).
- 6 juillet : Édouard Delaporte, architecte, peintre et sculpteur français (° 14 novembre 1909).
- 10 juillet : Werner Egk, compositeur allemand (° 17 mai 1901).
- 11 juillet :  Jack Chambrin, peintre, graveur sur bois et lithographe français (° 26 mars 1919).
- 13 juillet : Gabrielle Roy, écrivaine canadienne (° 22 mars 1909).
- 17 juillet : Gilbert Bonvin, footballeur français (° 13 février 1931)[1].
- 18 juillet : Arthur Rennert, peintre et graveur français d'origine polonaise (° 12 décembre 1904).
- 20 juillet : Pierre Commarmond, peintre et affichiste français (° 6 février 1897).
- 23 juillet : Georges Auric, compositeur français (° 15 février 1899).
- 26 juillet : Georges Guinegault, peintre français (° 27 mars 1893).
- 29 juillet : 
  - Luis Buñuel, réalisateur espagnol (° 22 février 1900).
  - Albert Hehn, acteur allemand (° 17 décembre 1908).
  - David Niven, acteur britannique (° 1er mars 1910).

## Août
- 1er août : Peter Arne, acteur britannique (° 29 septembre 1920).
- 2 août :
  - Charles Eyck, peintre et sculpteur néerlandais (° 24 mars 1897).
  - James Jamerson, bassiste Motown américain (° 29 janvier 1936).
- 4 août : Léopold Édouard Collin, peintre, lithographe, graveur, illustrateur et affichiste français (° 11 décembre 1906).
- 6 août : Klaus Nomi, chanteur allemand (° 24 janvier 1944).
- 7 août : Robert-Auguste Jaeger, peintre français (° 3 juin 1896).
- 13 août : Zoltán Vas, homme politique hongrois (° 30 mars 1903).
- 14 août :
  - Alceu Amoroso Lima, journaliste, écrivain et homme politique brésilien (° 11 décembre 1893).
  - Ievgueni Gnedine, diplomate et journaliste soviétique (° 29 novembre 1898).
- 26 août : Gabriel Fernández Ledesma, peintre, graveur, sculpteur, graphiste, écrivain et enseignant mexicain (° 30 mai 1900).
- 31 août : Albert Francis Hegenberger, pilote et major général américain (° 30 septembre 1895).

## Septembre
- 1er septembre : Henry M. Jackson, homme politique américain (° 31 mai 1912).
- 2 septembre : Jimmy Aubrey, acteur britannique (° 23 octobre 1887).
- 7 septembre : Joseph Schröffer, cardinal allemand de la curie romaine (° 20 février 1903).
- 8 septembre : Antonin Magne, coureur cycliste français (° 16 février 1904).
- 14 septembre : Ernst Moritz Hess, juge d'origine juive commandant de compagnie d'Hitler pendant la Première Guerre mondiale (° 20 mars 1890).
- 16 septembre : Florence Owens Thompson mère de famille de la photo Mère migrante (° 1er septembre 1903).
- 17 septembre :
  - Joop Beek, prêtre jésuite, éducateur et homme politique néerlandais puis indonésien (° 12 mars 1917).
  - Humberto Sousa Medeiros, cardinal américain, archevêque de Boston (° 6 octobre 1915).
  - Giovanni Rossi, coureur cycliste suisse (° 7 mai 1926).
- 21 septembre : Yves Jullian, compagnon de la Libération, géologue (° 19 juillet 1918).
- 23 septembre :
  - Marie-Louise Blondin, peintre et illustratrice française (° 16 novembre 1906).
  - Georges Vandenberghe, coureur cycliste belge (° 28 décembre 1941).
- 25 septembre : Léopold III, Roi des belges de 1934 à 1951 (° 3 novembre 1901).
- 26 septembre : Tino Rossi, chanteur français (° 29 avril 1907).
- 27 septembre : Ben Carruthers, acteur américain (° 14 août 1936).
- 28 septembre : Ko Willems, coureur cycliste néerlandais (° 27 octobre 1900).
- 29 septembre : Willem Coetzer, peintre britannique puis sud-africain (° 9 novembre 1900).

## Octobre
- 1er octobre : Paul Eliasberg, peintre, dessinateur et graveur franco-allemand (° 17 avril 1907).
- 2 octobre : Helga Stene, résistante norvégienne (° 8 octobre 1904).
- 6 octobre :
  - Roland Callebout, coureur cycliste belge (° 3 août 1930).
  - Terence James Cooke, cardinal américain, archevêque de New York (° 1er mars 1921).
- 7 octobre : Raymond Aron, philosophe et sociologue français (° 14 mars 1905).
- 9 octobre : Martin Heintz, maire de Kutzenhausen (Bas-Rhin) de 1946 à 1971 (° 18 mai 1901)[2].
- 12 octobre : Victor Trossero, footballeur argentin (° 15 septembre 1953).
- 14 octobre : 
  - Paul Fix, acteur et scénariste américain (° 13 mars 1901).
  - Robert Ségaux, footballeur français (° 23 mai 1914).
- 19 octobre : Carel Willink, peintre néerlandais (° 7 mars 1900).
- 22 octobre : Giovanni Cazzulani, coureur cycliste italien (° 5 août 1909).
- 25 octobre : Ángel Rambert, footballeur français d'origine argentine (° 12 juin 1936).
- 26 octobre :
  - Jean Lombard, peintre français (° 8 mars 1895).
  - Alfred Tarski, logicien polonais (° 14 janvier 1902).
- 31 octobre : Marc Devade, peintre et écrivain français (° 5 novembre 1943).

## Novembre
- 5 novembre : John Gallaudet, acteur américain (° 23 août 1903).
- 7 novembre :
  - Umberto Mozzoni, cardinal argentin de la curie romaine (° 29 juin 1904).
  - Germaine Tailleferre, compositrice française, membre Les Six (° 19 avril 1892).
- 8 novembre : Jeanne Bily-Brossard, peintre miniaturiste et pastelliste française (° 4 octobre 1898).
- 11 novembre :
  - Arno Babadjanian, compositeur et pianiste arménien soviétique (° 22 janvier 1921).
  - John Grimaldi, musicien et compositeur anglais (° 22 mai 1955).
- 14 novembre : Mario Fazio, coureur cycliste italien (° 26 juin 1919).
- 15 novembre :
  - John Le Mesurier, acteur anglais (° 5 avril 1912).
  - François-Philippe de Méran, homme politique autrichien (° 3 décembre 1891).
- 18 novembre :
  - Sauveur Marius Di Russo, peintre français (° 11 janvier 1897).
  - André Vahl, peintre et graveur français (° 4 février 1913).
- 19 novembre :
  - George Csato, peintre abstrait hongrois (° 10 février 1910).
  - Luis Soto, footballeur espagnol (° 14 décembre 1919).
- 22 novembre :
  - Michael Conrad, acteur américain (° 16 octobre 1925).
  - Jacques Mennessons, peintre et sculpteur français (° 10 février 1923).
- 28 novembre : 
  - Marcel Houyoux, coureur cycliste belge (° 2 mai 1903).
  - Ojārs Vācietis, poète et écrivain letton (° 13 novembre 1933).
- 30 novembre :
  - Jean Couy, peintre, dessinateur et graveur français (° 11 avril 1910).
  - Michael Witney, acteur américain (° 21 novembre 1931).

## Décembre
- 5 décembre :
  - Robert Aldrich, producteur et réalisateur américain (° 9 août 1918).
  - Gaston Larrieu, peintre français (° 9 décembre 1908).
- 7 décembre : Isaac Kakino De Paz, musicien tunisien (° 12 juillet 1919).
- 8 décembre : Keith Holyoake, premier ministre de Nouvelle-Zélande (° 11 février 1904).
- 11 décembre : Juan Melenchón, footballeur espagnol (° 27 janvier 1908).
- 15 décembre : David Markham, acteur anglais (° 3 avril 1913).
- 16 décembre :
  - Eugenio Arenaza, footballeur péruvien (° 1923).
  - Robert Tatin, peintre, sculpteur, architecte et céramiste français (° 9 janvier 1902).
- 18 décembre : Léon Lang, dessinateur, peintre et lithographe français (° 12 juillet 1899).
- 19 décembre : Paul Bodmer, peintre suisse (° 18 août 1886).
- 25 décembre : Joan Miró, peintre et céramiste espagnol (° 20 avril 1893).
- 28 décembre : William Demarest, acteur américain (° 27 février 1892).
- 30 décembre : Vicente Tonijuán, joueur et entraîneur de football espagnol (° 14 janvier 1902).

## Date précise inconnue
- Harry Chatton, footballeur international irlandais (° 23 avril 1899).
- Asma Tubi, écrivaine, poétesse et journaliste palestinienne (° 1923).